# Pycnophyidae
Pycnophyidae é uma família de animais do filo Kinorhyncha, ordem Homalorhagida, subordem Homalorhagae.